# Uramya nubilis
Uramya nubilis är en tvåvingeart som först beskrevs av Townsend 1929.  Uramya nubilis ingår i släktet Uramya och familjen parasitflugor. Inga underarter finns listade i Catalogue of Life.